# Man of Constant Sorrow
Man of Constant Sorrow, auch bekannt als I Am a Man of Constant Sorrow („Ich bin ein Mann in steter Trauer“), ist ein traditioneller amerikanischer Folksong. Er wurde zuerst von Richard  „Dick“ Burnett, einem blinden Fiddler aus Kentucky, aufgenommen. Das Stück wurde ursprünglich um 1913 von Burnett als Farewell Song in seinem Songbook veröffentlicht. Eine frühe Version wurde 1928 von Emry Arthur aufgenommen.

## Entstehung
Es besteht eine gewisse Unsicherheit, ob Dick Burnett den Song selbst geschrieben hat. In einem Interview, das Burnett gegen Ende seines Lebens gab, sagte er, dass er sich nicht erinnern könne, ob der Song von ihm sei:

“Charles Wolfe: ‚What about this Farewell Song – I am a man of constant sorrow – did you write it?‘ Richard Burnett: ‚No, I think I got the ballad from somebody – I dunno. It may be my song...‘”

„Charles Wolfe: ‚Was ist mit dem Farewell Song – I am a man of constant sorrow – haben Sie den Song geschrieben?‘ Richard Burnett: ‚Nein, ich denke, dass ich die Ballade von jemanden bekommen habe – Ich weiß nicht. Es könnte auch mein Song gewesen sein...‘“

Das Datum der Bearbeitung des Textes durch Burnett kann etwa auf das Jahr 1913 festgelegt werden. Burnett wurde 1883 geboren, er heiratete 1905 und erblindete 1907. Die Datierung von zweien seiner Texte kann auf der Grundlage dieser Ereignisse erfolgen. Die zweite Strophe des Farewell Songs erwähnt, dass der Sänger seit sechs Jahren erblindet sei, dadurch lässt sich die Entstehung auf 1913 datieren. Gemäß dem Country Music Annual hat Burnett wahrscheinlich einen bereits bestehenden Song auf seine Erblindung zugeschnitten. Charles Wolfe argumentiert, dass Burnett seine Melodie vermutlich auf einer alten Baptisten-Hymne aufgebaut habe.

## Weitere Fassungen
1918 hat Cecil Sharp, der im frühen 20. Jahrhundert dem Folksong zu einem Revival in England verholfen hatte, das Stück auf seinen Reisen durch die Vereinigten Staaten aufgegriffen und es unter dem Titel In Old Virginny veröffentlicht (Sharp II, 233). Eine weitere Fassung nahm 1928 Emry Arthur auf. Diese Version wurde von Vocalion Records unter dem heutigen Titel veröffentlicht. Sie trägt die Versionsbezeichnung Vocalion Vo 5208.
Sarah Ogan Gunning machte aus dem traditionellen Man („Mann“) ein Girl („Mädchen“). Dies erfolgte etwa 1936 in New York, als ihr erster Mann, Andrew Ogan, todkrank war. Der Text beschrieb die Einsamkeit fern von zu Hause in Erwartung ihrer Trauer; die Melodie stammte von einer 78-rpm-Hillbilly-Aufzeichnung von Emry Arthur, wahrscheinlich die der Vocalion Vo 5208 aus dem Jahr 1928, die sie einige Jahre zuvor in den Bergen gehört hatte.
Das amerikanische Bluegrass-Duo Stanley Brothers machte den Titel mit seiner 1951 veröffentlichten Version populär, wobei Carter Stanley zumindest auf einigen Ausgaben fälschlicherweise als Komponist bezeichnet wird. Im Oktober 2009 sprach der 1927 geborene Ralph Stanley von den Stanley Brothers in der Radiosendung Diane Rehm Show über das Lied, seinen Ursprung und die Gründe, diesen Song wiederzubeleben:

Man of Constant Sorrow is probably two or three hundred years old.  But the first time I heard it when I was y'know, like a small boy, my daddy – my father – he had some of the words to it, and I heard him sing it, and we – my brother and me – we put a few more words to it, and brought it back in existence.  I guess if it hadn't been for that it'd have been gone forever.  I'm proud to be the one that brought that song back, because I think it's wonderful.

„Man of Constant Sorrow ist vermutlich zwei- oder dreihundert Jahre alt. Aber das erste Mal, als ich es gehört habe, war ich ein kleiner Junge, mein Papa – mein Vater – hatte einige der Worte im Kopf, und ich hörte ihn singen und wir – mein Bruder und ich – fügten noch ein paar Worte hinzu, und schenkten ihm so ein neues Leben. Ich denke, wenn ich es nicht getan hätte, wäre der Song für immer verschwunden gewesen. Ich bin stolz, derjenige gewesen zu sein, der dieses Lied zurückgebracht hat, weil ich finde, dass es wunderbar ist.“

Zudem trägt Stanleys Autobiografie den Titel Man of Constant Sorrow.
Mit stark verändertem Text nahm Joan Baez 1960 Girl of Constant Sorrow auf (aus Kentucky wurde dabei California), als Autor wurde angegeben: Traditional, arr. Joan Baez. Die Aufnahme wurde damals allerdings nicht veröffentlicht und erschien erst 2001 auf einem Reissue. Sie sang den Titel aber auch in der herkömmlichen Fassung.
Auch Judy Collins griff 1961 die Idee von Sarah Ogan Gunning auf und veröffentlichte auf ihrem Debütalbum A Maid of Constant Sorrow.
1962 erschien Man of Constant Sorrow auf Bob Dylans erster LP mit einem Text, der sich an die Version von Joan Baez anlehnte (aus Kentucky wurde aber Colorado). Bob Dylan wurde als Autor angegeben mit dem Zusatz (Arr).
Weitere Veröffentlichungen aus den 60er Jahren stammen unter anderem von Mike Seeger (1961, betitelt The Man of Constant Sorrow), Peter, Paul and Mary (1962, betitelt Sorrow) und Rod Stewart (1969).
Ginger Baker’s Air Force nahm 1970 den Song für ihre erste LP live in der Royal Albert Hall auf. Es gab auch eine Single-Auskopplung. Der Leadsänger war Denny Laine, als Komponist wurde Traditional angegeben (statt Kentucky hieß es jetzt Birmingham).
Öffentliches Interesse an dem Song kam erneut auf, als er im Jahr 2000 im Film O Brother, Where Art Thou? – Eine Mississippi-Odyssee eine zentrale Rolle in der Handlung spielte. Hauptdarsteller George Clooney singt den Erfolgshit der Soggy Bottom Boys im Film nicht selbst; die Gesangsstimme lieh ihm Dan Tyminski, ein Mitglied der Band von Alison Krauss, Union Station. Dafür erhielt er mehrfach Platin. 2018 sang Miley Cyrus das Stück in Anlehnung an die Soggy Bottom Boys auf einer Gala des American Film Institute zu Ehren von George Clooney.
Ebenfalls 2018 veröffentlichte die amerikanische Gruppe Home Free ein Musikvideo einer Version des Songs, die ausschließlich als A-cappella-Stück mit Beatboxing dargeboten wird. Es wurde auf dem Album Timeless veröffentlicht.